# 스기노 키키
스기노 키키(일본어: 杉野 希妃, 1984년 3월 12일 ~ )는 일본의 배우, 영화 프로듀서, 영화 감독이다. 2014년 영화 《탁수》를 통해 감독 데뷔하였다.

## 젊은 시절
1984년 3월 12일 일본 히로시마시 미나미구에서 태어났으며, 한국계 혈통이다. 게이오기주쿠 대학에서 경제학을 전공했으며, 대학 3학년을 마친 후 한국으로 와 연세대학교 한국어학당에서 어학연수를 했다. 어학연수 당시 한국 영화 《눈부신 하루》에 출연하기도 했다.

## 작품 목록

### 연출
- 탁수 (2014)
- Short Plays - "Japan" (2014)
- 교토 엘러지 (2014)
- 설녀 (2016)